# Saceruela
Saceruela – gmina w Hiszpanii, w prowincji Ciudad Real, w Kastylii-La Mancha, o powierzchni 247,28 km². W 2011 roku gmina liczyła 620 mieszkańców.